# 1. FC 01 Bamberg
Der 1. FC 01 Bamberg war ein Sportverein aus der oberfränkischen Stadt Bamberg. Gegründet wurde er am 3. März 1901, am 1. April 2006 fusionierte er mit dem TSV Eintracht Bamberg zum 1. FC Eintracht Bamberg. Dessen Nachfolgeverein nach der Insolvenz 2010 ist der FC Eintracht Bamberg.

## Fußballabteilung

### Geschichte

Gemeinsames Mannschaftsfoto des 1. FC Bamberg mit dem 1. FC Nürnberg (gestreifte Hemden) beim ersten offiziellen Spiel am 29. September 1901.

Der 1. Fußball-Club Bamberg wurde am 3. März 1901 in der Gaststätte „Goldene Schwane“ gegründet. Die Vereinsgründung stand im Zeichen des Fußballs, und der 1. FC Bamberg sorgte gemeinsam mit dem 1. FC Nürnberg für das erste öffentliche Fußballereignis in Franken. Am 29. September 1901 trat die 1900 gegründete Mannschaft des 1. FC Nürnberg zu ihrem ersten offiziellen Spiel gegen die Bamberger auf der Schützenwiese an. Dieses Spiel war in der Lokalpresse angekündigt worden und zog einige hundert Zuschauer an. Nürnberg gewann mit 2:0, die Bamberger Zeitung schrieb am nächsten Tag, die Zuschauer hätten ein „eigenartig interessantes Schauspiel“ gesehen.
Der 1. FC Bamberg gehörte gemeinsam mit dem 1. FC Nürnberg, dem FC Franken Nürnberg sowie dem FV Würzburg 04 auch der ersten offiziellen Punktspielrunde in Franken an. Der „Gau Nordbayern“ nahm, organisiert durch den Verband Süddeutscher Fußball-Vereine (VSFV), am 1. Oktober 1905 den Spielbetrieb mit fünf Mannschaften auf. Erst 1910/11 wurde mit der Ostkreis-Liga, die in etwa Bayern umfasste, eine eingleisige oberste Spielklasse geschaffen. Die Bamberger gehörten zu den Gründungsmitgliedern und beendeten die erste Saison mit einem neunten Platz. Am Ende der Saison 1911/12 waren sie erneut Neunter, die Liga sollte jedoch auf acht Vereine reduziert werden. In den Relegationsspielen zog man gegen die Würzburger Kickers den Kürzeren und spielte fortan in unterklassigen Ligen.
Erst 1942 gelang die Rückkehr in die höchste Spielklasse, die damals neugebildete Gauliga Nordbayern. Verstärkt durch zahlreiche beim Bamberger Panzerregiment stationierte Fußballspieler aus anderen Städten gelang 1942/43 ein sechster Platz und 1943/44 konnte die Mannschaft sogar lange mit dem 1. FC Nürnberg um die Meisterschaft kämpfen. Während das Hinspiel in Bamberg noch mit 3:1 gewonnen wurde, unterlag man drei Spieltage vor Schluss im entscheidenden Spiel in Nürnberg mit 1:12. Die Bamberger Panzersoldaten waren zu diesem Zeitpunkt fast alle im Kriegseinsatz. Die folgende Saison fiel dann bereits aus.
Nach dem Ende des Zweiten Weltkriegs wurde als höchste Spielklasse die Oberliga Süddeutschland gegründet, in die die Bamberger zunächst keine Aufnahme fanden. In die zweitklassige Landesliga Bayern eingestuft stieg man jedoch sofort als Meister auf und konnte 1946/47 in der höchsten Klasse nicht nur gegen die alten fränkischen Rivalen aus Nürnberg und Fürth antreten, sondern sich auch mit Vereinen wie Eintracht Frankfurt, VfB Stuttgart und dem FC Bayern München messen. Am Ende fehlten als 18. (von 20) mit 28–48 Punkten nur 4 Punkte zum Klassenerhalt.
Die Fußballherren waren für die nächsten Jahre noch zweitklassig. Den prompten Wiederaufstieg in die Oberliga verpasste man, in den Qualifikationsspielen scheiterten die Bamberger am BC Augsburg. Mit der Meisterschaft in der Amateurliga Bayern gelang 1949/50 nochmals der Sprung in die Aufstiegsrunde zur Oberliga, als 6. mit nur einem Sieg bei fünf Niederlagen war man jedoch chancenlos. 1956 erfolgte dann sogar der Abstieg aus dem Oberliga-Unterbau, der 2. Liga-Süd, in die die Bamberger noch einmal für die Spielzeiten 1958/59 und 1959/60 zurückkehrten. Mit dem Abstieg 1960 war jedoch auch die Zweitklassigkeit für die Bamberger Fußballer beendet.
Doch auch die Drittklassigkeit der Amateurliga Nordbayern bzw. ab Einführung der Fußball-Bundesliga der Amateurliga Bayern konnten die Bamberger nur bis 1968 halten. Danach folgten über zehn Jahre Viertklassigkeit in der bayerischen Landesliga Nord, unterbrochen nur durch die kurzzeitige Rückkehr in die Amateurliga zur Saison 1975/76. 1981 gelang erneut die Rückkehr in die dritte Liga. In der Amateuroberliga Bayern hofften die Bamberger, an ruhmreichere Zeiten anknüpfen zu können. Äußeres Zeichen war die Errichtung des neuen Klubhauses, das jedoch auch zur Verschuldung des Vereins beitrug. Die erste Saison beendete man noch als Siebter, die folgenden Abschlussplatzierungen 11 und 12 trugen jedoch nicht zur Zufriedenheit bei. Als dann in der Saison 1985/86 eine Agentur, über die sich der 1. FC Bamberg viele Spieler ausgeliehen hatte, in finanzielle Schwierigkeiten geriet, verließen viele dieser Spieler den Verein. Die halbe Jugendmannschaft, darunter Harald Spörl, sprang ein, konnte jedoch den Abstieg nicht verhindern.
Danach begann der freie Fall des 1. FC Bambergs. Nach dem Oberligaabstieg folgte prompt der Abstieg aus der Landesliga. Für die Jahre 1987 bis 1992 verzeichnen die Vereinsannalen fünftklassigen Fußball in der Bezirksoberliga, in der man nach zwei Jahren Landesliga 1992 bis 1994 auch noch einmal von 1994 bis 1997 spielte. Seit 1997 spielt der FC wieder in der Landesliga Nord in Bayern. In der Saison 2005/06 feierten die Bamberger mit einem zweiten Platz hinter dem weit überlegenen Spitzenreiter SpVgg Bayern Hof ihren größten Erfolg seit 20 Jahren. Durch einen Sieg im entscheidenden Relegationsspiel gegen TuS Regensburg wurde die Saison am 13. Juni 2006 mit dem Aufstieg in die Bayernliga gekrönt.
Schon nach den ersten beiden Spielen in der Bayernligasaison 2006/07 konnten sich die Bamberger lange an der Tabellenspitze festsetzen. Am Ende der Saison lag der Bayernliga-Aufsteiger auf dem 5. Tabellenplatz.
Den Platz in der Bayernliga übernahm dann der neue Fusionsverein 1. FC Eintracht Bamberg.

### Ligazugehörigkeit in der Übersicht
| Zeitraum  | Liganame               | Spielklasse                     |
| --------- | ---------------------- | ------------------------------- |
| 1910–1912 | Ostkreis-Liga          | erstklassig                     |
| 1912–1942 | ?                      | ?                               |
| 1942–1944 | Gauliga Nordbayern     | erstklassig                     |
| 1944–1945 | Gauliga Bayreuth-Nord  | erstklassig (kein Spielbetrieb) |
| 1945/46   | Landesliga Bayern      | zweitklassig                    |
| 1946/47   | Oberliga Süd           | erstklassig                     |
| 1947/48   | Amateurliga Nordbayern | zweitklassig                    |
| 1948–50   | Amateurliga Bayern     | zweitklassig                    |
| 1950–1956 | 2. Liga Süd            | zweitklassig                    |
| 1956–1958 | Amateurliga Bayern     | drittklassig                    |
| 1958–1960 | 2. Liga Süd            | zweitklassig                    |
| 1960–1963 | Amateurliga Nordbayern | drittklassig                    |

| Zeitraum  | Liganame                    | Spielklasse                          |
| --------- | --------------------------- | ------------------------------------ |
| 1963–1968 | Amateurliga Bayern          | drittklassig                         |
| 1968–1975 | Landesliga Nord             | viertklassig                         |
| 1975/76   | Amateurliga Bayern          | drittklassig                         |
| 1976–1981 | Landesliga Nord             | viertklassig                         |
| 1981–1986 | Amateur-Oberliga Bayern     | drittklassig                         |
| 1986/87   | Landesliga Nord             | viertklassig                         |
| 1987–1988 | Bezirksliga                 | fünftklassig                         |
| 1988–1992 | Bezirksoberliga Oberfranken | fünftklassig                         |
| 1992–1994 | Landesliga Nord             | viertklassig                         |
| 1994–1997 | Bezirksoberliga Oberfranken | fünftklassig ab 1995°: sechstklassig |
| 1997–2006 | Landesliga Nord             | fünftklassig                         |
| seit 2006 | Oberliga Bayern             | viertklassig                         |

### Ehemalige Spieler (Fußball)
- Dietmar Beiersdorfer
- Erich Geyer
- Frank Nitsche
- Leo Rost, bestritt 1961 ein Amateur-Länderspiel
- Harald Spörl
- Jürgen Täuber
- Fritz Machate
- Martin Meichelbeck (1995/96)
- Clemens Wientjes, kam und ging im Herbst 1946, ein Oberligaspiel
- Dieter Zettelmaier, 20-facher Amateur-Nationalspieler (1961–1967)
- Markus Feulner

### Stadion
Volksparkstadion (22.600 Plätze), heute Fuchs-Park-Stadion
Daten:
- Volkspark 1926 eröffnet
- Volkspark besteht neben der großen Parkanlage u. a. aus einer Badeanstalt (Freibad), Tennisanlagen, einer Radrennbahn (1982 abgerissen), einem Rollhockeyfeld und zahlreichen Fußballplätzen und -trainingsanlagen.
- Hauptkampfbahn (Hauptsportstätte der Sportlandschaft im Bamberger Volkspark) im Jahre 1938 erweitert. Dieser Umbau entspricht dem Zustand bis 2009, als eine Flutlichtanlage installiert wurde.
- Haupttribüne steht unter Denkmalschutz
- Zuschauerrekord: 27.000 Zuschauer (Amateur-Länderspiel: Deutschland – Frankreich (1:1) am 2. Mai 1964)

## Basketballabteilung
Der Basketball in Bamberg profitierte von der großen Anzahl von US-Soldaten, die nach dem Zweiten Weltkrieg in Bamberg stationiert wurden.

### Geschichte
Der FC Bamberg stieg im Frühjahr 1970 in die vier Jahre zuvor gegründete Basketball-Bundesliga auf. 1988 wurde die Basketball-Abteilung aus dem Verein ausgegliedert und in TTL Bamberg umbenannt. Von 1995 bis 2000 trat der Verein unter dem Namen TTL uniVersa Bamberg, von 2000 bis 2003 als TSK uniVersa Bamberg und von 2003 bis 2006 als GHP Bamberg an. Seit der Spielzeit 2006/07 gehen die Bamberger als Brose Baskets auf Korbjagd.
Der größte Erfolg als 1. FC 01 Bamberg war das Erreichen des Halbfinales in der Saison 1972/73. In der Saison 1976/77 verließ der Spitzenspieler Jim Wade den Verein. Zwei Jahre später folgte der Abstieg in die zweite Liga. Nach dem Aufstieg in der Saison 1981/82 folgten Wiederabstieg und Wiederaufstieg in den nachfolgenden Spielzeiten. Seit der Saison 1984/85 spielt Bamberg durchgehend in der höchsten deutschen Spielklasse.

## Handball in Bamberg
Neben dem 1. FC 01 Bamberg gab und gibt es Vorgänger- sowie Nachfolgevereine in der Bamberger Handballszene. So wurde der
TV 1860 Bamberg
- 1967 Nordbayerischer Landesligameister und
- 1967 Aufsteiger in die Bayernliga (2. Liga)

HG Bamberg
- 1978 Oberfränkischer Meister und
- 1978 Aufsteiger in die Landesliga (4. Liga)

1. FC 01 Bamberg
- 1939 Vizemeister Gauliga Bayern
 (Die Gauliga war eine der obersten deutschen Feldhandball-Ligen)

1. FC 01 Bamberg (Frauen)
- 1986 Bayerischer Meister (4. Liga) und waren
- 1986 Aufsteiger in die Regionalliga. (3. Liga)

Weitere Vereine, die den Handballsport anboten, waren

MTV Bamberg, TSG 2005 Bamberg, FV 1912 Bamberg.
2023/24 sind es nur noch der 2003 gegründete BC 03 Bamberg und die 2004 gegründete SG 12 Bamberg/TV Hallstadt, die Handball im Ligenbetrieb anbieten. Die SG 12 Bamberg/Hallstadt nimmt 2023/24 mit einer Männermannschaft (Bezirksliga Oberfranken) und der HC 03 Bamberg mit drei Männermannschaften, zwei Frauenteams und sechs Nachwuchsmannschaften am Spielbetrieb des Bayerischen Handballverbandes (BHV) teil. In dieser Saison spielen das 1. Männer- und Frauenteam in der Bezirksoberliga Oberfranken. Die Frauen des
HC 03 Bamberg wurden
- Oberfränkischer Meister 2022
- Oberfränkischer Vizemeister 2024
- Aufsteiger in die Oberliga 2024